# Formiguer gorja-rogenc
El formiguer gorja-rogenc (Gymnopithys rufigula) és una espècie d'ocell de la família dels tamnofílids (Thamnophilidae). Es troba al Brasil, Guaiana Francesa, Guyana, Surinam i Veneçuela. El seu hàbitat natural són els boscos de terra baixa humida subtropical o tropical.

## Taxonomia
Va ser descrit pel polímata francès Georges-Louis Leclerc, comte de Buffon el 1775 a la seva Histoire Naturelle des Oiseaux a partir d'un exemplar recollit a Cayenne, Guaiana Francesa. L'ocell també es va il·lustrar en una planxa pintada a mà gravada per François-Nicolas Martinet a les Planches Enluminées D'Histoire Naturelle que va ser produïda sota la supervisió d'Edme-Louis Daubenton per acompanyar el text de Buffon. Ni la llegenda de la placa ni la descripció de Buffon incloïen un nom científic, però el 1783 el naturalista holandès Pieter Boddaert va encunyar el nom binomi Turdus rufigula al seu catàleg de Planches Enluminées. L'ocell de gola vermella es troba ara en el gènere Gymnopithys. Va ser introduït per l'ornitòleg francès Charles Lucien Bonaparte el 1857 com a espècie tipus. El nom Gymnopithys combina el grec antic gumnos que significa "nu" o "nu" amb el nom del gènere de formiguers Pithys que va ser erigit per l'ornitòleg francès Louis Jean Pierre Vieillot el 1818. L'epítet específic rufigula combina les paraules llatines rufus "vermell" i gula "gola".
Es reconeixen tres subespècies:
- Gymnopithys rufigula pallidus (Cherrie, 1909) - Sud de Veneçuela
- Gymnopithys rufigula pallidigula Phelps & Phelps Jr, 1947 - tepuis de l'extrem sud-oest de Veneçuela.
- Gymnopithys rufigula rufigula (Boddaert, 1783) - Est de Veneçuela, Guaianes i nord-est del Brasil